# Torpedowce typu Tumleren
Torpedowce typu Tumleren – duńskie torpedowce z początku XX wieku i okresu międzywojennego. W latach 1910–1911 w stoczniach Schichau w Elblągu i Orlogsværftet w Kopenhadze zbudowano trzy okręty tego typu. Jednostki weszły w skład Kongelige Danske Marine w latach 1911-1912, a skreślono je z listy floty w 1935 roku.

## Projekt i budowa
Po zbudowaniu na licencji Normanda w kopenhaskiej stoczni Orlogsværftet w 1907 roku torpedowca „Ormen”, dowództwo duńskiej marynarki zdecydowało o zamówieniu dwóch kolejnych typów torpedowców dla porównania w stoczniach niemieckich (Tumleren) i brytyjskich (Søridderen). Prototyp pierwszego z nich - „Tumleren” - zamówiono w niemieckiej stoczni Schichaua w Elblągu. Stocznia Schichaua później masowo budowała podobne okręty typu A dla niemieckiej Kaiserliche Marine podczas I wojny światowej. Były to pierwsze duńskie okręty o napędzie turbinowym .
Poza „Tumlerenem”, zbudowanym w Niemczech, dalsze dwa okręty tego typu powstały w stoczni Orlogsværftet w Kopenhadze . Stępki okrętów położono w 1910 roku, a zwodowane zostały w roku 1911 .
| Okręt          | Oznaczenie burtowe           | Stocznia      | Początek budowy | Wodowanie | Wejście do służby |
| -------------- | ---------------------------- | ------------- | --------------- | --------- | ----------------- |
| „Tumleren”     | 1919: 19, 1921: C1, 1929: N1 | Schichau      | 1910            | 1911      | 1911              |
| „Vindhunden”   | 1919: 18, 1921: C2, 1929: N2 | Orlogsværftet | 1910            | 1911      | 1912              |
| „Spækhuggeren” | 1919: 17, 1921: C3, 1929: N3 | Orlogsværftet | 1910            | 1911      | 1912              |

## Dane taktyczno-techniczne
Okręty typu Tumleren były torpedowcami o długości całkowitej 56,4 metra, szerokości 5,83 metra i zanurzeniu 2,16 metra . Wyporność normalna wynosiła 249 ton, a pełna 271 ton . Siłownię okrętów stanowiła turbina parowa Schichau o mocy 5000 KM, napędzająca jedną śrubę, do której parę dostarczały dwa kotły typu Normand . Wśród duńskich torpedowców wyróżniały się jednokominową sylwetką. Prędkość maksymalna okrętów wynosiła 27,5 węzła . Okręty zabierały zapas 50 ton węgla.
Okręty wyposażone były w pięć pojedynczych wyrzutnie torped kalibru 450 mm: jedną stałą na dziobie i cztery na pokładzie (po dwie na każdej z burt) . Uzbrojenie artyleryjskie stanowiły dwa pojedyncze działa pokładowe kalibru 75 mm M07 L/52 .
Załoga pojedynczego okrętu składała się z 33 oficerów, podoficerów i marynarzy .

## Służba
Torpedowce typu Tumleren weszły do służby w Kongelige Danske Marine w latach 1911-1912 . Wszystkie jednostki zostały skreślone z listy floty w 1935 roku.